# DevilDriver
DevilDriver este o trupă americană de heavy metal din Santa Barbara, California, formată în 2002. Inițial formația se numea Deathride, totuși, din cauza problemelor cu drepturile de autor și numele fiind luat de mai multe trupe, Deathride și-a schimbat denumirea în DevilDriver, care se referă la clopoțeii wiccani italieni, folosiți pentru a alunga forțele răului.

## Membrii trupei
Membrii actuali
- Dez Fafara – voce (2002–prezent)
- Jeff Kendrick - chitară (2002–prezent)
- John Boecklin – tobe (2002–prezent)
- Mike Spreitzer – chitară (2004–prezent)
- Chris Towning - bas (2013–prezent)

Foști membri
- Evan Pitts - chitară (2002–2004)
- Jonathan Miller - chitară bas (2003–2011)

Membri de turnee
- Aaron "Bubble" Patrick - chitară bas (2010–2012)
- Chris Towning - bas (2012-2013)

## Discografie
Albume de studio
| An                                        | Album                                                                      | Apogeu | Apogeu   | Apogeu | Apogeu | Apogeu | Apogeu | Apogeu | Apogeu | Apogeu |
| An                                        | Album                                                                      | US     | US Heat. | AUS    | AUT    | FRA    | GER    | NLD    | SWI    | UK     |
| ----------------------------------------- | -------------------------------------------------------------------------- | ------ | -------- | ------ | ------ | ------ | ------ | ------ | ------ | ------ |
| 2003                                      | DevilDriver - Released: 21 octombrie 2003 - Label: Roadrunner              | —      | 17       | —      | —      | —      | —      | —      | —      | —      |
| 2005                                      | The Fury of Our Maker's Hand - Released: 28 iunie 2005 - Label: Roadrunner | 117    | 1        | —      | —      | 153    | —      | —      | —      | —      |
| 2007                                      | The Last Kind Words - Released: 31 iulie 2007 - Label: Roadrunner          | 48     | —        | 46     | —      | 147    | 92     | —      | —      | 94     |
| 2009                                      | Pray for Villains - Released: 11 august 2009 - Label: Roadrunner           | 35     | —        | 35     | 61     | 112    | 64     | 92     | 74     | 60     |
| 2011                                      | Beast - Released: 22 februarie 2011 - Label: Roadrunner                    | 42     | —        | 9      | 40     | 144    | 43     | 100    | 59     | 51     |
| 2013                                      | Winter Kills - Released: 27 august 2013 - Label: Napalm                    | 32     | —        | —      | 26     | —      | 24     | —      | 45     | 71     |
| 2016                                      | Trust No One                                                               |        |          |        |        |        |        |        |        |        |
| 2018                                      | Outlaws 'til the End: Vol. 1                                               |        |          |        |        |        |        |        |        |        |
| 2020                                      | Dealing with Demons I                                                      |        |          |        |        |        |        |        |        |        |
| 2021                                      | Dealing with Demons II                                                     |        |          |        |        |        |        |        |        |        |
| "—" denotes a release that did not chart. |                                                                            |        |          |        |        |        |        |        |        |        |

EP-uri
| An   | Detaliile albumului                                       |
| ---- | --------------------------------------------------------- |
| 2008 | Head on to Heartache - Released: 2008 - Label: Roadrunner |

## Clipuri video
- "I Could Care Less" (2003)
- "Nothings Wrong" (2003)
- "Hold Back the Day" (2005)
- "End of the Line" (2006)
- "Not All Who Wander Are Lost" (2007)
- "Clouds Over California" (2007)
- "Pray for Villains" (2009)
- "Fate Stepped In" (2009)
- "Another Night in London" (2009)
- "Dead to Rights" (2011)
- "The Appetite" (2013)
- "Daybreak" (2016)
- "My Night Sky" (2016)
- "Trust No One" (2016)
- "Ghost Riders In The Sky" (2018)
- "Iona" (2020)
- "Nest of Vipers" (2020)
- "Wishing" (2020)